# Ethmia dodecea
Ethmia dodecea је врста инсекта из реда лептира (Lepidoptera), који припада породици Elachistidae, а некада и у посебну породицу Depressariidae

## Опис
Распон крила је од 17 до 21 мм. На први поглед ова врста личи на род Yponomeuta, али су тачке код Ethmia dodecea и читавог рода Ethmia различите величине. При мировању држе склопљена крила.

## Распрострањење и станиште
Ethmia dodecea насељава Европски и Азијски континент, иако знатно мање у Медитерану. У Србији је врста до 2021. године забележена само на 2 локалитета: Пештерска висораван и Јадовник. Станишта која насељава су жбуњаци на камењарима. Често долеће на светлост.

## Биологија
Адулти ове врсте су активни од маја до августа. Гусенице се хране биљком Lithospermum officinale из фамилије Boraginaceae. Ларве су углавном колонијалне и хране се у групама умотане у свилену мрежу.

## Синоними
- Erminea dodecea Haworth, 1828
- Ethmia decemguttella (Hübner, 1810)
- Tinea decemguttela Hübner, 1810